# Porto Rico nos Jogos Olímpicos
Porto Rico participou pela primera vez dos Jogos Olímpicos em 1948, e enviou atletas para competirem em todas as edições dos Jogos Olímpicos de Verão desde então. Notavelmente, apesar de ser uma área insular dos Estados Unidos, Porto Rico não participou completamente do boicote norte-americano aos jogos de 1980, já que três boxeadores competiram em Moscou.
Porto Rico também participou dos Jogos Olímpicos de Inverno desde 1984, mas não disputou os Jogos de 2006 e 2010.
Atletas porto-riquenhos ganharam um total de 7 medalhas olímpicas, sendo 6 no Boxe. Nas Olimpíadas de 2016, a tenista Mónica Puig fez história ao se tornar a primeira atleta do país a conquistar uma medalha de ouro, e a primeira mulher medalhista pelo país, a primeira medalha desde Atlanta 1996.
O Comitê Olímpico Nacional de Porto Rico foi criado em 1948 e reconhecido pelo COI no mesmo ano.

## Jogos de Verão
| Medalha           | Nome               | Jogos               | Esporte | Evento             |
| ----------------- | ------------------ | ------------------- | ------- | ------------------ |
| Medalha de bronze | Juan Venegas       | 1948 Londres        | Boxe    | Peso galo          |
| Medalha de bronze | Orlando Maldonado  | 1976 Montreal       | Boxe    | Peso mosca-ligeiro |
| Medalha de prata  | Luis Ortiz         | 1984 Los Angeles    | Boxe    | Peso leve          |
| Medalha de bronze | Arístides González | 1984 Los Angeles    | Boxe    | Peso médio         |
| Medalha de bronze | Aníbal Acevedo     | 1992 Barcelona      | Boxe    | Peso meio-médio    |
| Medalha de bronze | Daniel Santos      | 1996 Atlanta        | Boxe    | Peso meio-médio    |
| Medalha de ouro   | Mónica Puig        | 2016 Rio de Janeiro | Tênis   | Simples            |

## Medalhas por Jogos
| Jogos                 | Ouro | Prata | Bronze | Total |
| 1948 Londres          | 0    | 0     | 1      | 1     |
| 1952 Helsinque        | 0    | 0     | 0      | 0     |
| 1956 Melbourne        | 0    | 0     | 0      | 0     |
| 1960 Roma             | 0    | 0     | 0      | 0     |
| 1964 Tóquio           | 0    | 0     | 0      | 0     |
| 1968 Cidade do México | 0    | 0     | 0      | 0     |
| 1972 Munique          | 0    | 0     | 0      | 0     |
| 1976 Montreal         | 0    | 0     | 1      | 1     |
| 1980 Moscou           | 0    | 0     | 0      | 0     |
| 1984 Los Angeles      | 0    | 1     | 1      | 2     |
| 1988 Seul             | 0    | 0     | 0      | 0     |
| 1992 Barcelona        | 0    | 0     | 1      | 1     |
| 1996 Atlanta          | 0    | 0     | 1      | 1     |
| 2000 Sydney           | 0    | 0     | 0      | 0     |
| 2004 Atenas           | 0    | 0     | 0      | 0     |
| 2008 Pequim           | 0    | 0     | 0      | 0     |
| 2012 Londres          | 0    | 0     | 0      | 0     |
| 2016 Rio de Janeiro   | 1    | 0     | 0      | 1     |
| Total                 | 1    | 1     | 5      | 7     |